# Reisadvies
Een reisadvies is een advies dat aangeeft of het verstandig is om ergens naartoe te reizen. In de adviezen wordt gewezen op de risico's die er in een bepaald land of bepaalde regio worden gelopen. Het kan hierbij gaan om uiteenlopende risico's, zoals gezondheidsrisico's en risico's om met geweld geconfronteerd te worden. Reisadviezen worden gegeven door verschillende organisaties, zoals het Nederlandse ministerie van Buitenlandse Zaken en de Wereldgezondheidsorganisatie. Sommige reisverzekeringen dekken geen schade die is ontstaan doordat een reisadvies niet is nageleefd.

## Nederlands ministerie van Buitenlandse Zaken
Het ministerie van Buitenlandse Zaken geeft reisadviezen voor verschillende landen, met een kaart die het gebied per veiligheidsrisiconiveau aangeeft. Hierbij wordt gewerkt met kleurcodes.

### Kleurcodes

#### Groen: geen bijzondere veiligheidsrisico's
In het land of gebied zijn de veiligheidsrisico's vergelijkbaar met die in Nederland. Het kan wel zijn dat er bepaalde zaken zijn waar reizigers extra op moeten letten.

#### Geel: let op, veiligheidsrisico's
Er zijn in dit land of gebied veiligheidsrisico's die afwijken van die in Nederland. Reizigers moeten zich daarop voorbereiden en zij moeten extra opletten.

#### Oranje: alleen noodzakelijke reizen
Door ernstige veiligheidsrisico's in dit land of gebied kunnen voor reizigers gevaarlijke situaties ontstaan. Daarom adviseert het ministerie van Buitenlandse Zaken alleen naar dit gebied te reizen als dat echt noodzakelijk is. Vakantiereizen of reizen die uitgesteld kunnen worden, zijn geen noodzakelijke reizen. Als iemand besluit toch af te reizen, moet hij zich zeer goed voorbereiden. Ook kan het zijn dat de reiziger (deels) onverzekerd is wanneer hij naar een oranje gebied reist.

#### Rood: niet reizen
Door zeer ernstige veiligheidsrisico's kan voor reizigers een levensbedreigende situatie ontstaan, zoals een oorlogssituatie. Daarom adviseert het ministerie van Buitenlandse Zaken niet naar dit gebied te reizen. Ook kan een reiziger (deels) onverzekerd zijn wanneer hij toch naar een rood gebied reist.

### Inconsistenties en onvolkomenheden
Uit onderzoek van de Algemene Rekenkamer naar de reisadviezen voor twintig landen van het ministerie van Buitenlandse Zaken bleek dat niet altijd consequent zijn. De reisadviezen zouden soms samenhang en voldoende toelichting missen. De dossiers die de reisadviezen onderbouwen, bevatten informatie over het afstemmingsproces, maar inhoudelijke informatie over de veiligheidssituatie, gezondheidsrisico’s en natuurrampen ontbrak soms.
Een voorbeeld hiervan was dat het ministerie de risico’s uitgebreid beschreef van een mazelenuitbraak op Madagaskar, terwijl voor Brazilië, dat eveneens kampte met een mazelenuitbraak, die informatie niet werd verstrekt. Daarnaast wees het onderzoek uit dat het ministerie vaak te traag zou zijn met het aanpassen van reisadviezen na veranderingen in de veiligheidssituaties in landen. Bij een verslechtering van een situatie duurde het gemiddeld zeven dagen voordat een advies werd bijgewerkt, terwijl het ministerie zelf een norm van 24 uur hanteert.